# Happiness (manga)
Happiness (ハピネス?, Hapinesu) è un manga del 2015 scritto e disegnato da Shūzō Oshimi.

## Trama
Makoto Okazaki è un ragazzo comune, in parte insoddisfatto della propria esistenza; una sera, tornando a casa, si ritrova attaccato da una misteriosa vampira, Nora, che lo mette di fronte a un aut aut: morire all'istante o diventare come lei. Il ragazzo sceglie la seconda opzione e decide di accettare la sua nuova condizione, che tuttavia lo condurrà a drammatiche conseguenze.

## Manga
L'opera è stata pubblicata in dieci volumi tankōbon, dal 9 luglio 2015 al 9 maggio 2019; in Italia la pubblicazione è stata a cura di Panini Comics tra il 26 ottobre 2017 e il 14 novembre 2019, con cadenza bimestrale.
| Nº | Data di prima pubblicazione | Data di prima pubblicazione | Data di prima pubblicazione | Data di prima pubblicazione |
| Nº | Giapponese                  | Giapponese                  | Italiano                    | Italiano                    |
| -- | --------------------------- | --------------------------- | --------------------------- | --------------------------- |
| 1  | 9 luglio 2015               | ISBN 978-4-06-395444-9      | 26 ottobre 2017             | ISBN 978-88-912-6706-1      |
| 2  | 9 dicembre 2015             | ISBN 978-4-06-395553-8      | 25 gennaio 2018             | ISBN 978-88-912-6769-6      |
| 3  | 9 maggio 2016               | ISBN 978-4-06-395665-8      | 22 marzo 2018               | ISBN 978-88-912-6860-0      |
| 4  | 7 ottobre 2016              | ISBN 978-4-06-395773-0      | 17 maggio 2018              | ISBN 978-88-912-6901-0      |
| 5  | 9 marzo 2017                | ISBN 978-4-06-395879-9      | 19 luglio 2018              | ISBN 978-88-912-6958-4      |
| 6  | 8 settembre 2017            | ISBN 978-4-06-510180-3      | 27 settembre 2018           | ISBN 978-88-912-8534-8      |
| 7  | 9 gennaio 2018              | ISBN 978-4-06-510718-8      | 22 novembre 2018            | ISBN 978-88-912-8620-8      |
| 8  | 8 giugno 2018               | ISBN 978-4-06-511569-5      | 31 gennaio 2019             | ISBN 978-88-912-8665-9      |
| 9  | 8 novembre 2018             | ISBN 978-4-06-513393-4      | 2 maggio 2019               | ISBN 978-88-912-8793-9      |
| 10 | 9 maggio 2019               | ISBN 978-4-06-514872-3      | 14 novembre 2019            | ISBN 978-88-912-9117-2      |